# E.H. in the U.K.
E.H. in the U.K. ist ein Album des amerikanischen Jazzsaxophonisten Eddie Harris. Es wurde 1973 in England mit bekannten britischen Rockmusikern, unter anderem Musikern der Gruppen Yes, Jeff Beck Group und Deep Purple, aufgenommen und bei Atlantic Records veröffentlicht. Trotz der zahlreichen prominenten Mitwirkenden wurde das Album kein kommerzieller Erfolg.

## Hintergrund
„Der Hip-Strategie der Zeit folgend“ kam Harris für diese Aufnahmen nach London, um dort mit einigen der gefragtesten Rockmusikern Großbritanniens – darunter den Gitarristen Jeff Beck und Albert Lee, dem Keyboarder Stevie Winwood und dem Schlagzeuger Alan White.

## Titelliste
Alle Titel wurden, soweit nicht anders vermerkt, von Eddie Harris komponiert.
1. „Baby“ – 6:45
2. „Wait a Little Longer“ – 4:12
3. „He's an Island Man“ – 2:25
4. „I've Tried Everything“ – 8:13
5. „I Waited for You“ (Charles Stepney) – 5:48
6. „Conversations of Everything and Nothing“ – 15:54

## Rezension
Bei Allmusic erhielt das Album nur zweieinhalb Sterne: „Die meisten Ergebnisse unterscheiden sich nicht allzu sehr von dem, was Harris zu der Zeit zuhause eingespielt hatte, nur zusätzlich mit einem Hauch von Rockmusik.“ Letztlich seien die handwerklich begabten Briten zu sehr mit sich selbst beschäftigt.